# Астафьев, Иван Михеевич
Ива́н Михе́евич Аста́фьев (25 декабря 1922 года — 5 марта 1945 года) — участник Великой Отечественной войны, механик-водитель самоходно-артиллерийской установки СУ-85, 369-го гвардейского  самоходного артиллерийского Люблинского Краснознамённого полка (9-го гвардейского танкового корпуса, 2-й гвардейской танковой армии, 1-го Белорусского фронта), Герой Советского Союза (27.02.1945), гвардии старший сержант.

## Биография
Родился 25 декабря 1922 года в селе Усть-Таловка ныне Шемонаихинского района Восточно-Казахстанской области в семье крестьянина. Русский. Член ВКП(б)/КПСС с 1944 года. Образование неполное среднее. Работал трактористом и комбайнером в колхозе.
В Красной Армии с ноября 1941 года. В действующей армии с 1942 года. Войну начал на Западном фронте пулемётчиком стрелкового подразделения. Был ранен и после излечения в госпитале — направлен в школу танкистов. По окончании — назначен механиком-водителем в танковую часть.
В 1944 году Астафьев в числе первых на 1-м Белорусском фронте вывел свой танк к государственной границе. Осенью 1944 года направлен в самоходный артиллерийский полк.
Механик-водитель 369-го гвардейского Люблинского самоходного артиллерийского полка (9-й гвардейский танковый корпус, 2-я гвардейская танковая армия, 1-й Белорусский фронт) гвардии старший сержант Астафьев отличился в боях на территории Польши.
Особенно ожесточенными были бои за город Сохачев. 17 января 1945 года экипаж одним из первых ворвался в город. Батарея сорок часов вела непрерывный бой. Смело и решительно действовал гвардии старший сержант Астафьев. Ворвавшись на железнодорожную станцию, он в упор расстрелял паровоз только что прибывшего вражеского эшелона с техникой и способствовал захвату двух железнодорожных эшелонов врага.
Всего за период с 15 января по 10 февраля 1945 года экипаж его самоходной артиллерийской установки огнём и гусеницами уничтожил 5 бронетранспортёров, 11 орудий, 80 автомашин, до 120 подвод с различными военными грузами, паровоз и до 500 гитлеровцев.
Указом Президиума Верховного Совета СССР от 27 февраля 1945 года за мужество, отвагу и героизм, проявленные в борьбе с немецко-фашистскими захватчиками, гвардии старшему сержанту Астафьеву Ивану Михеевичу присвоено звание Героя Советского Союза.
Погиб в бою 5 марта 1945 года во время штурма немецкого города Волен. Похоронен в населённом пункте Волхов юго-западнее города Новогард, Польша).

## Награды
- Медаль «Золотая Звезда» Героя Советского Союза
- Орден Ленина
- Орден Красной Звезды

## Память
- В городе Шемонаиха установлен памятник и одна из улиц носит имя Героя.
- В 1968 году улицы 1-я и 2-я Широкие Усть-Каменогорска (Казахстан) переименованы в улицу И. М. Астафьева.
- В селе Усть-Таловка имя Героя присвоено средней школе.